# Jenjić (Donji Žabar)
Pour les articles homonymes, voir Jenjić.
Jenjić (en serbe cyrillique : Јењић) est un village de Bosnie-Herzégovine. Il est situé dans la municipalité de Donji Žabar et dans la république serbe de Bosnie. Selon les premiers résultats du recensement bosnien de 2013, il compte 94 habitants.
Avant la guerre de Bosnie-Herzégovine, le village faisait entièrement partie de la municipalité d'Orašje ; après la guerre, son territoire a été partiellement rattaché à la municipalité de Donji Žabar nouvellement créée et intégrée à la république serbe de Bosnie.

## Histoire
Avant la guerre de Bosnie-Herzégovine, le village faisait partie de la municipalité d'Orašje ; après la guerre, il a été partiellement rattaché à la municipalité de Donji Žabar, située dans la république serbe de Bosnie.

## Démographie

### Répartition de la population par nationalités (1991)
En 1991, le village comptait 290 habitants, répartis de la manière suivante, :